# Johan Anderson i Tenhult
Johan Anderson (i riksdagen kallad Anderson i Tenhult), född 21 januari 1826 i Öggestorp, Jönköpings län, död 29 september 1902 i Rogberga församling, Jönköpings län, var en svensk lantbrukare och riksdagsman. 
Anderson kom från en ansedd bondesläkt, och måste redan vid 13 års ålder överta fädernegårdens skötsel. Han erhöll tidigt flera kommunala förtroendeuppdrag samt blev mycket använd som juridiskt biträde och utredningsman åt hemtraktens allmoge. Till riksdagen invaldes han som ledamot av andra kammaren för Tveta, Vista och Mo härads valkrets 1879–1896 samt Tveta härads valkrets 1897–1899, var därunder ledamot av lagutskottet 1885–1887, 1891–1899 samt av statsutskottet 1888–1890. 
Som övertygad lantmannapartist och sparsamhetsvän var Anderson envis motståndare mot såväl löneregleringen för ämbetsmän och anslag under 3:e huvudtiteln (bland annat 1891) eller till de kungliga teatrarna som all utsträckning av allmänna värnplikten. Det var endast ytterst motvilligt, som han vid 1892 års urtima riksdag av partihänsyn förmåddes gå med på de 90 dagarna. Utpräglad skyddstullvän, anslöt han sig 1888 till Nya lantmannapartiet och ivrade särskilt för tull på läder, men ville däremot ha tullfrihet på kaffe och lysoljor, vilka han betraktade som nödvändighetsvaror. 
Bland hans motioner märks de angående skiljedomsavtal mellan Sverige och främmande makter (1890), om införande av progressiv beskattning (1880), om utarbetande av praktiska läroböcker för folkskolan samt införande där av lagkunskap som undervisningsämne (1884) samt i all synnerhet förslaget om införande av så kallat lokalt veto, som för första gången framfördes under en debatt 1892 och som upprepades i flera riksdagar.